# 福岡県道505号板付牛頸筑紫野線
福岡県道505号板付牛頸筑紫野線（ふくおかけんどう505ごう いたづけうしくびちくしのせん）は、福岡県福岡市博多区から筑紫野市に至る一般県道である。

## 概要
福岡市博多区板付2丁目から太宰府市通古賀4丁目に至る。
福岡市近郊の住宅地の中枢を走るため、比較的交通量は多く、渋滞しやすい。福岡市博多区板付から、福岡市南区井尻六角までは道幅が狭く、またJR九州鹿児島本線踏切や、西鉄天神大牟田線の井尻駅が交差しているため、踏切に時間をとられることが多い。この区間については南側に位置する福岡外環状道路がバイパス的役割を果たしている。
福岡市南区井尻六角から、春日市一の谷までは、春日市の旧市街地を通る。始点から春日市一の谷までは、道幅が狭く歩道が無いところもあるため、側道の自転車や、歩行者に注意が必要。
春日市一の谷から太宰府市大佐野までは、福岡のベッドタウン群の中央を貫く幹線道路となり、道幅も片側2車線と広く整備されている。沿線は、住宅地と郊外店が続く。
太宰府市大佐野からは、路線が二分し、一方は、大宰府政庁跡へと通じる道で、太宰府天満宮参拝用に広く整備されている。もう一方は、福岡県道31号福岡筑紫野線と一部重複し、終点の筑紫野市二日市へ至る。
なお福岡市南部・春日市地区では、福岡市都市計画道路長浜太宰府線が新規区間として整備中であり、大橋から分岐して国道385号と交差、那珂川を越えて福岡外環状道路との交差点まで開通済みである。さらにこの県道の春日市一の谷まで接続する予定。

### 路線データ
- 起点：福岡県福岡市博多区板付5丁目（板付5丁目交差点、福岡県道・大分県道112号福岡日田線交点）
- 終点：福岡県太宰府市通古賀4丁目（通古賀交差点、福岡県道・大分県道112号福岡日田線交点）

## 路線状況

### 通称
- 筑紫通り（福岡市博多区諸岡1丁目・諸岡1丁目交差点 - 福岡市博多区諸岡1丁目・諸岡四角交差点）

### 重複区間
- 福岡県道56号福岡早良大野城線（春日市昇町4丁目・昇町交差点 - 春日市昇町4丁目・寺田池交差点）

### 道路施設

#### 橋梁
- 弥生橋（那賀古川、福岡市博多区）
- 新諸岡橋（諸岡川、福岡市博多区）
- 倉石橋（牛頸川、大野城市）
- 田中橋（鷲田川、太宰府市）

## 地理

### 通過する自治体
- 福岡市（博多区 - 南区）
- 春日市
- 大野城市
- 太宰府市
- 筑紫野市
- 太宰府市

### 交差する道路
| 交差する道路                              | 市町村名 | 市町村名 | 交差する場所 | 交差する場所           |
| ----------------------------------------- | -------- | -------- | ------------ | ---------------------- |
| 福岡県道・大分県道112号福岡日田線         | 福岡市   | 博多区   | 板付5丁目    | 板付5丁目交差点 / 起点 |
| 福岡県道31号福岡筑紫野線                  | 福岡市   | 南区     | 井尻         | 井尻六ツ角交差点       |
| 国道202号 / 福岡外環状道路                | 春日市   | 春日市   | 須玖北9丁目  | 須玖北9丁目交差点      |
| 福岡県道49号大野城二丈線                  | 春日市   | 春日市   | 須玖北5丁目  | 須玖交差点             |
| 福岡県道56号福岡早良大野城線 重複区間起点 | 春日市   | 春日市   | 昇町4丁目    | 昇町交差点             |
| 福岡県道56号福岡早良大野城線 重複区間終点 | 春日市   | 春日市   | 昇町4丁目    | 寺田池交差点           |
| 福岡県道580号那珂川大野城線               | 春日市   | 春日市   | 塚原台1丁目  | 塚原台交差点           |
| 福岡県道31号福岡筑紫野線                  | 太宰府市 | 太宰府市 | 大佐野1丁目  | 大佐野交差点           |
| 福岡県道・大分県道112号福岡日田線         | 太宰府市 | 太宰府市 | 通古賀4丁目  | 通古賀交差点 / 終点    |

### 交差する鉄道
- 鹿児島本線
- 西鉄天神大牟田線

### 沿線
- 福岡市立南福岡特別支援学校
- 西鉄天神大牟田線 井尻駅
- 春日市立須玖小学校
- 春日市立春日中学校
- 春日市立春日小学校
- ヤマダ電機テックランド春日店
- 寺田池
- 昇町八幡宮
- 白水大池公園
- 春日市立春日南中学校
- 惣利池
- 大野城市立平野小学校
- 福岡県立福岡農業高等学校